# Martin Steinhauser
Martin Steinhauser (* 29. Mai 1962 in Neunkirchen) ist ein österreichischer Beamter und Bezirkshauptmann im Bezirk Gänserndorf.

## Ausbildung und Beruf
Steinhauser studierte an der Universität Wien Rechtswissenschaft (Akademischer Grad: Dr. iur.) und trat am 7. Jänner 1986 an der Bezirkshauptmannschaft Hollabrunn in den Landesdienst ein. Der Jurist wechselte im Juni 1990 an die Bezirkshauptmannschaft Neunkirchen, 1993 folgte die Position als Bezirkshauptmann-Stellvertreter an der Bezirkshauptmannschaft Gmünd und 1999 wurde er als Bezirkshauptmann-Stellvertreter in die Bezirkshauptmannschaft Gänserndorf versetzt.
Seinen ersten Posten als Bezirkshauptmann hatte er ab 1. Juni 2002 im Bezirk Bruck an der Leitha. Am 1. Dezember 2012 übernahm er von Karl Gruber das Amt des Bezirkshauptmannes der Bezirkshauptmannschaft Gänserndorf, der in den Ruhestand trat.